# Get Back (песня Деми Ловато)
«Get Back» — песня американской певицы и актрисы Деми Ловато, написанная самой Ловато, Джо Джонасом, Кевином Джонасом и Ником Джонасом для дебютного альбома Деми Don’t Forget. В роли продюсеров песни выступили Jonas Brothers и Джон Филдс. «Get Back» была выпущена в качестве лид-сингла с альбома 12 августа 2008 на лейбле Hollywood Records.
Песня получила положительные отзывы от критиков. С коммерческой точки зрения «Get Back» стала песней среднего уровня, достигнув 43 позиции в Billboard Hot 100 и 93 места в Canadian Hot 100. В Австралии песня заняла десятое место в чарте ARIA Charts. Ловато исполнила песню несколько раз, в том числе на открытии Disney Channel Games в 2008 году и на шоу Эллен.

## История
«Get Back» была написана Деми, Джо Джонасом, Кевином Джонасом и Ником Джонасом, продюсерами песни стали Jonas Brothers и Джон Филдс. Ловато хотела написать песню о возобновлении отношений с кем-то, поскольку считала, что существует достаточное количество песен о разбитом сердце. Она сказала: «Это довольно забавная, оптимистичная песня и весело петь её для того человека, которому я её посвятила». Jonas Brothers записали гитары и бэк-вокал для песни. В дополнение к роли сопродюсера, Филдс записал для песни бас, гитару и клавишные. Джек Лоулесс записал партию ударных, а Джон Тейлор бэк-вокал и гитару. В США и Канаде песня была выпущена 12 августа 2008 в качестве лид-сингла с дебютного альбома Ловато Don’t Forget. Версия для Radio Disney была представлена в тот же день.

## Восприятие

### Отзывы критиков
Песня получила положительные отзывы от критиков. Джуди Коулман из The Boston Globe назвала «Get Back» «девчачьим рок-хитом». Эд Масли из The Arizona Republic включил композицию в свой «Топ-10 песен от певиц Диснея» («Get Back» расположилась на 8 месте), сказав: «Она написала песню с Jonas Brothers, но это больше похоже на Tommy Tutone из начала 80-х или Грега Кина». Масли отметил, что при живом исполнении песня звучит лучше, как и «почти всё, что исполняет Ловато». В заключение он написал: "Когда она поёт «I want to get back to the old days» (что в переводе означает «Я хочу вернуться обратно к прежним временам), она имеет в виду возвращение к тому времени, когда она и её бойфренд были счастливы вместе, но большинство фанатов воспримут это как призыв вернуться просто в прошлое». Стивен Томас Эрльюин из Allmusic отметил песню как одну из лучших на Don’t Forget. Джои Герра из Houston Chronicle назвал песню «невероятно модной» и также отметил, что Ловато умеет управлять своим голосом. Кэн Барнс из USA Today написал, что «это коварный сингл в стиле The Go-Go’s».

### Позиции в чартах
30 августа 2008 «Get Back» дебютировала с 43 места в Billboard Hot 100. Спустя неделю песня опустилась на пятьдесят позиций и заняла 93 место. В общей сложности песня провела 6 недель в чарте. Количество проданных копий в США на сегодняшний день составляет 578 000, в соответствии с данными Nielsen SoundScan. В Канаде песня расположилась на 93 месте в Canadian Hot 100 и провела в чарте лишь одну неделю. 11 мая 2009 песня заняла 10 место в австралийском чарте ARIA Hitseekers.

## Видеоклип и живые выступления

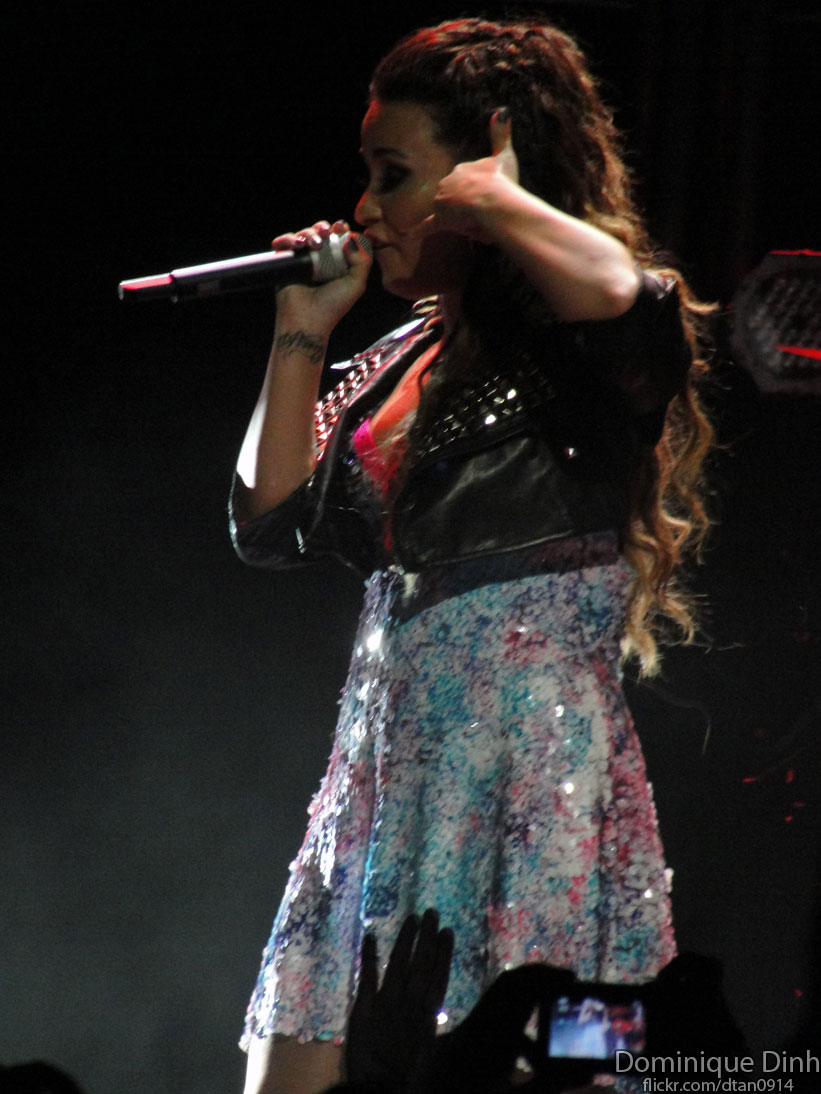
Ловато исполняет «Get Back» в Club Nokia, сентябрь 2011

Клип был снят Филиппом Анделменом всего за один день. 22 августа 2008 состоялась премьера клипа на канале Disney Channel. 16 сентября 2008 стала доступна загрузка клипа в iTunes Store.
Впервые Ловато исполнила «Get Back» 4 мая 2008 на церемонии открытия 2008 Disney Channel Games. 1 октября 2008 она выступила с песней на шоу Эллен. 19 января 2009 Ловато исполнила «Get Back» и «La La Land» на Kids' Inaugural: «We Are the Future» в Вашингтоне. Мероприятие проводилось в честь инаугурации Барака Обамы на пост президента США. 24 апреля 2009 Деми исполнила акустическую версию песни в студии радиостанции Radio Disney. Также в апреле 2009 она выступила на фестивале iTunes Live from London, где в сет-лист концерта входила и «Get Back». Полная версия выступления была выпущена на iTunes 17 мая 2009 в виде EP. В мае 2009 она исполнила песню в рамках выступления для Walmart, концерт был издан на CD и DVD и получил название Demi Lovato: Live: Walmart Soundcheck.
Ловато исполняла «Get Back» в туре Jonas Brothers «Burnin' Up Tour», в котором выступала на разогреве в течение лета 2008 года. В 2009 году песня исполнялась в её первом собственном туре. В 2010 году песня вошла в сет-лист концертов в рамках тура по Южной Америке. Также Ловато исполняла «Get Back» на разогреве у Jonas Brothers в Live in Concert World Tour 2010. В сентябре 2011 Деми исполнила эту песню во время промовыступления An Evening with Demi Lovato.

## Трек-листы
- Цифровая загрузка[29]

1. «Get Back» — 3:19

- Версия Radio Disney[30]

1. «Get Back» (Radio Disney version) — 3:19

- Версия видеоклипа

1. «Get Back» (music video version) — 3:20

Заметка: В версии для видеоклипа строчка «kiss me like you mean it» была изменена на «hold me like you mean it».

## Над песней работали
- Деми Ловато — автор, ведущий вокал
- Джон Тейлор — гитара, бэк-вокал
- Кевин Джонас — автор, гитара, бэк-вокал
- Ник Джонас — автор, гитара, бэк-вокал
- Джек Лоулесс — ударные
- Джон Филдс — бас, гитара, клавишные, программирование, продюсер
- Джо Джонас — автор, бэк-вокал
- Jonas Brothers — продюсеры

## Чарты и продажи

### Чарты
| Чарт (2008)           | Позиция |
| --------------------- | ------- |
| Австралия             | 10      |
| Канада                | 93      |
| Испания               | 54      |
| США Billboard Hot 100 | 43      |

### Продажи
| Регион | Сертификация | Продажи |
| ------ | ------------ | ------- |
| США    | —            | 578,000 |